# Alfonso Bataller
Juan Alfonso Bataller Vicent (Castellón de la Plana, 6 de marzo de 1960) es un médico y político español, alcalde de Castellón de la Plana de 2011 a 2015.

## Trayectoria profesional
Alfonso Bataller obtuvo el título de licenciado en Medicina y Cirugía por la Universidad de Valencia en 1983. Tras especializarse en anestesiología, dolor y reanimación en el Hospital La Fe de Valencia, ejerció como facultativo en el hospital Gran Vía de Castellón, donde fue nombrado director médico en 1995.
En 1996 fue nombrado miembro del Consejo de Asesores de la Consejería de Sanidad y Consumo de la Generalidad Valenciana, y posteriormente ganó la plaza por concurso-oposición de jefe de sección de anestesia en el Hospital General de Castellón; en 2001 fue nombrado director gerente del Hospital de la Plana en Villarreal. 
Posteriormente, ocupó la Dirección General de Ordenación, Evaluación e Investigación Sanitaria de la Consejería de Sanidad en 2003 y la Dirección General de Asistencia Sanitaria de la Generalidad Valenciana entre 2004 y 2007, cuando fue nombrado Subsecretario de Sanidad en la Comunidad Valenciana. En 2011, cesó en sus funciones para dedicarse a la política municipal en su ciudad natal, Castellón.

## Trayectoria política
Su trayectoria política municipal comenzó en las elecciones municipales celebradas en España el 22 de mayo de 2011, ocupando el quinto puesto en la lista del Partido Popular por el municipio de Castellón, encabezada por Alberto Fabra Part. Tras la victoria de este partido por mayoría absoluta, pasó a ocupar la vicealcaldía del ayuntamiento.
Apenas dos meses después, tras pasar Alberto Fabra a ocupar la presidencia de la Generalidad Valenciana, fue investido alcalde de Castellón el 30 de julio de 2011.
Bajo su mandato se ha celebrado en Castellón la Cumbre de Alcaldes por el Corredor Mediterráneo, celebrada el 7 de septiembre de 2011, que reunió a los alcaldes de las principales capitales de provincia del arco mediterráneo español en una reclamación conjunta de esta infraestructura europea. También bajo su mandato, Castellón fue elegida una de las diez «Ciudades Europeas del Deporte», un reconocimiento otorgado por ACES Europa (Federación de Asociaciones de las Capitales y Ciudades del Deporte).
En las elecciones municipales del 24 de mayo de 2015, el Partido Popular perdió la mayoría absoluta, pasando de 15 a 8 concejales. Tras estas elecciones se produjo un pacto entre el PSPV-PSOE, Compromís per Castelló-Compromís y la candidatura de unidad ciudadana "Castelló en Moviment" que le arrebató la alcaldía de la Capital de la Plana. pasando a ser el jefe de la oposición en el Ayuntamiento. Finalmente tras un proceso de investigación policial debido a causas de corrupción, dimitió de concejal el 15 de junio, tras la sesión de constitución del pleno el sábado 13 de junio.

## Procesos judiciales
El 25 de abril de 2013 fue llamado a declarar como imputado ante el Tribunal Superior de Justicia de la Comunidad Valenciana por su supuesta implicación en un caso de contratación pública irregular de un acto público durante su estancia como subsecretario de la Consejería de Sanidad de la Generalidad Valenciana en 2007 en el marco de una pieza separada del Caso Gürtel que investiga posibles delitos electorales, de financiación irregular del Partido Popular falsedad documental y prevaricación.
El 23 de julio de 2014, el juez instructor del caso Gürtel en Valencia, retiró la imputación que recaía sobre Bataller tras la declaración en el Tribunal Superior al considerar que no había sido culpable de los delitos que se le imputaban.
El día 9 de junio de 2015 la Guardia Civil registra el Ayuntamiento de Castellón en relación con el caso de corrpución llamado Operación Púnica. Tras estos hechos, fue llamado a declarar a la Casa-cuartel de la benemérita al día siguiente junto a otros dos concejales de su mismo partido en el Ayuntamiento. Pese a no llegar ser imputado judicialmente en ningún momento ni declarar ante un juez, anunció su dimisión el 11 de junio.